# 奥托·瓦姆比尔
奥托·弗雷德里克·瓦姆比尔（英語：Otto Frederick Warmbier, 1994年12月12日—2017年6月19日）是一位美国弗吉尼亚大学大学三年级在校学生。2016年1月，他随旅行團访问朝鲜，因被指控窃取與褻瀆羊角岛国际饭店大堂的金氏政權政治宣传标语（因為在朝鮮政治文化中，帶有領導人名稱的物品都需要被敬重地處理，若不小心處理後果極其嚴重），其後被判劳改15年，瓦姆比爾亦成為北韓勞改營首位來自外國旅行團遊客囚犯。此后，美国一直利用外交手段寻求瓦姆比尔获释。
當瓦姆比爾被北韓政府送進勞改營后两个月，瓦姆比尔患上严重的神经障碍，被囚约18个月后于2017年6月获释。朝鲜当局指肉毒杆菌中毒和安眠药造成瓦姆比尔大腦損傷，但2017年9月，俄亥俄州法医萨马科（Lakshmi Sammarco）公開瓦姆比尔的屍體檢查報告。美国医师并未发现肉毒杆菌的迹象。6月13日，瓦姆比尔抵达俄亥俄州辛辛那提，被火速送往辛辛那提大学医疗中心进行评估和治疗。
2017年6月19日，回国第六天，瓦姆比尔逝世。美国官员认为他的死亡是由于朝鲜方面的不人道行为造成的，并对这一行为进行了强烈的谴责。他也是自1996年来朝鲜扣押的16位美国公民的其中一位，截至2017年10月仍有三人在押。

## 早年
1994年12月12日，奥托·瓦姆比尔在俄亥俄州辛辛那提出生。父亲弗雷德·瓦姆比尔（Fred Warmbier）经营着一家金属加工公司，因发展迅速，2015年登上《福布斯》杂志。母亲名叫辛迪（Cindy）。奥托有一个弟弟奥斯汀（Austin）和一个妹妹格蕾塔（Greta），他是家中的长子。外祖父查尔斯·加伯（Charles Garber）是辛辛那提的药剂师，活跃于犹太裔美國人社群。2014年，弗雷德一篇关于经营小公司的文章《你是老板》（You're the Boss）刊登在《纽约时报》博客上。2010年到2013年，奥托在父亲公司担任实习生。
2013年，瓦姆比尔以全班第二的榜眼成绩毕业于怀俄明高中。他很受人欢迎，学习刻苦，效力于足球队。他的教练说，他是一个有天赋的球员，天生是领导的料。
瓦姆比尔就读于弗吉尼亚大学，主修商学和经济学双学位，之后到伦敦政治经济学院交流。他的辅修专业是全球可持续发展。他经中国去朝鲜旅游时读大三。
他是塔奇兄弟会成员。由于母亲是犹太人，他在弗吉尼亚大学的希勒尔犹太人校园组织中十分活跃。他跟随以色列生存权犹太青年文化遗产旅行团前往以色列，并将旅程经历写成博客 。
2017年5月，《华盛顿邮报》采访了瓦姆比尔的大学同学，同学们纷纷表示他是“所有球队的数据似乎都能脱口而出的体育迷、能分析地下说唱歌词并自行创作歌曲的中西部好友、挑战自我和其他人，质疑他们在世界中地位的深邃思想家、出身于商业世家却只吃半价寿司的家伙、工作自有办法并拿愚蠢作乐的极度好奇之人”。

## 朝鲜之旅

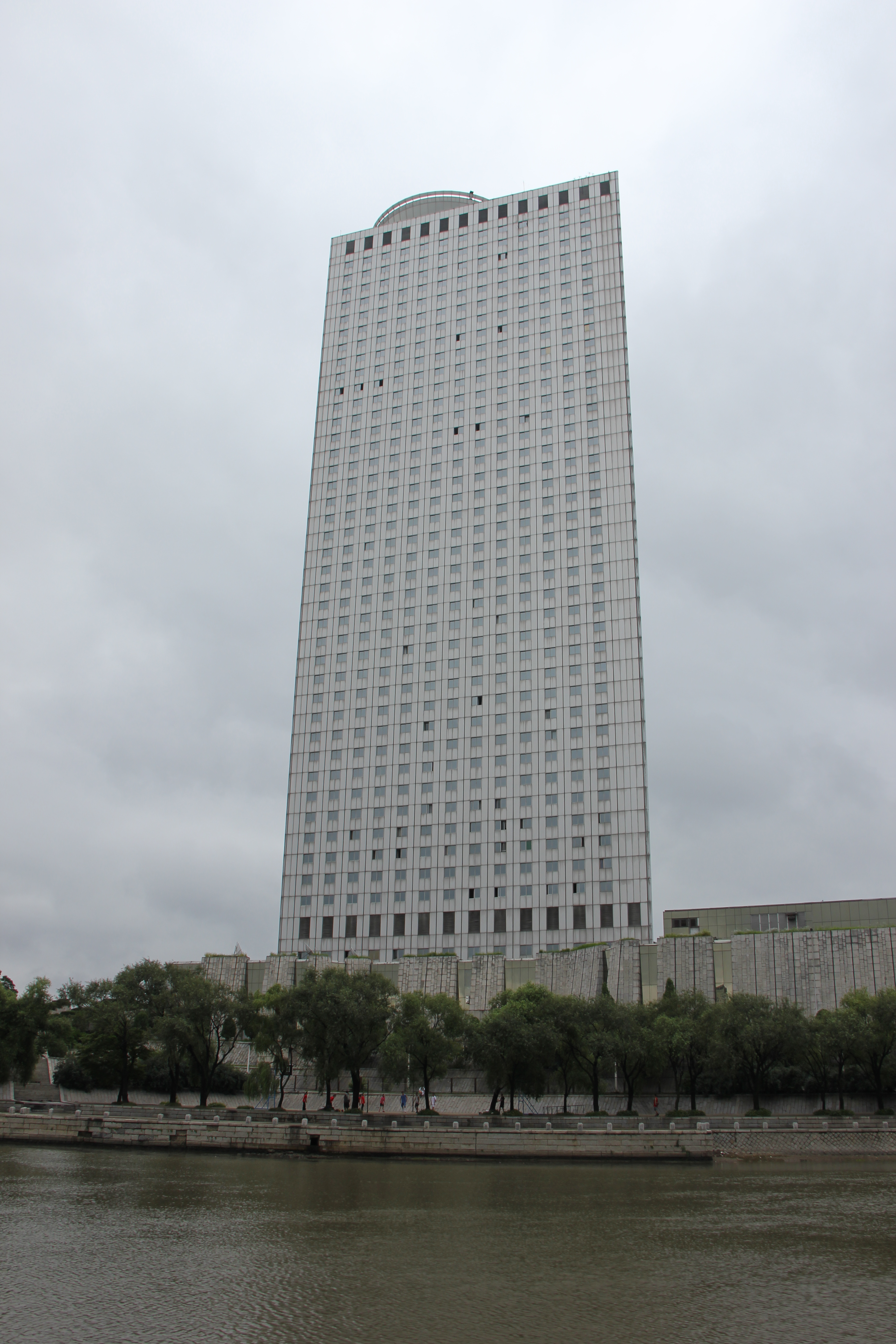
事发地平壤羊角岛国际饭店。

奥托于2015年末看到一家名为“少先队旅行社”推出的朝鲜遊，少先队旅行社以“这趟旅程，你父母不希望你去”为宣传口号，宣称这趟旅程对美国公民而言非常具有冒险精神，吸引着一批的西方国家的年轻人 。
瓦姆比尔报名参加了少先队旅行社组织的朝鲜新年五天团。旅行团中另有10名美国公民。一行人在平壤金日成广场畅饮后，回到所下榻的羊角岛国际饭店继续喝酒，共度除夕。新年当天早上，瓦姆比尔试图盗走酒店员工区域的一副宣传海报，海报上写着“让我们强烈拥护金正日的爱国情怀！”（／）污损或窃取印有朝鲜领导人名字或图像的物品，会被朝鲜政府视为严重犯罪行为。
2016年1月2日，瓦姆比尔从平壤顺安国际机场出港前遭到逮捕。瓦姆比尔旅游团的英国旅客丹尼·格拉顿（Danny Gratton）目击了逮捕过程。他表示，过程中没有一句话。两名警卫走过来，反绑奥托双手带走他。奥托没有反抗，看上去并不害怕，还露出笑容。其他团友平安无事离开了朝鲜。
朝鲜中央通讯社最初称瓦姆比尔的罪行是“反对朝鲜的敌对行为”，没有透露细节。在2016年2月29日召开的新闻发布会上，瓦姆比尔读出事先准备好的声明，“承认”试图偷走羊角岛饭店二楼员工区域宣传海报，带回美国的罪行。由于瓦姆比尔回到美国前就已陷入昏迷無法得知，故尚不明确这番认罪是否被迫。然而，格拉顿等人表示他明显受到胁迫，因為之前的朝鲜囚犯后来都否认了他们的供述，表示他们受到胁迫。不過瓦姆比尔在他的供述中曾表示，他发现海报太大无法搬走，只好作罢，而放在地上這樣的行為，其實不經意間構成了侮辱領袖，在當地視為重罪。
瓦姆比尔在供词中還表示，他在家乡循道宗教会和弗吉尼亚大学秘密社团的指示下密谋盗窃海报，而这两个组织和中央情报局有关联。《时代》杂志称这些说法“荒诞”，“不可信”。瓦姆比尔提到的教会和大学社团对他的说法表示异议。《纽约时报》表示：“细节中不太可能的性质表明这份台词是审讯瓦姆比尔的朝鲜人写的。”《以色列时报》后来报道称，谈判人员不希望用瓦姆比尔所谓的隶属于卫理公会的关系对抗，建议家人对瓦姆比尔的犹太血统保持沉默。
瓦姆比尔并非因与海报有关的罪行被捕第一人。荷兰一名收藏家藏有一千多张朝鲜海报，2010年他计划前往朝鲜半年买下更多海报，因间谍罪被捕，判处15年监禁，但两周后他签署认罪书获释。另一名朝鲜海报收藏家大卫·希瑟（David Heather）出版一本朝鲜海报的图书，指出约1,000名画家供职于朝鲜的大型工厂，专门负责海报制作。朝鲜境外一些博物馆曾展出一些更旧点的海报，其中一部分多年来被私人公司买下。
2016年3月16日，美国特使比尔·理查森在纽约会见了两名朝鲜的联合国外交官，敦促他们释放瓦姆比尔。瓦姆比尔因从酒店限制区域盗取海报被判有罪。他的审判持续一个小时，呈堂证物包括他的供词、监控画面、指纹和目击者证词。他被判处15年劳教。人权观察称这场听证会是袋鼠审判，判决“专横且令人震惊”。美国国务院发言人马克·托纳说，朝鲜逮捕美国公民明显出于政治目的，这和他们的说法背道而驰。理查森和部分新闻媒体都表示，严重的判决回应了美国加剧紧张局势。
2016年3月18日，朝鲜中央通讯社公布拍下偷窃过程的酒店监控画面。在分辨率低的短片中显示的时间为上午5点半，一个身影拆走挂在走廊墙上的海报后，把它放在地板上。公布的短片没有显示之后的事件。
出庭作证的酒店员工表示，她下班时并没有发现不对劲的地方，但是回来上班的时候發現此事，认为是有人此間故意把金氏的标语摘下来。为了防止前領導人被玷污的事情，她叫来了保全并向当局报告。
2017年5月，弗雷德表示他和妻子希望能参与美国和朝鲜的谈判。他表示奥巴马政府鼓励他们对儿子的情况保持低调。

## 获释
2017年6月12日，美国国务卿雷克斯·蒂勒森宣布朝鲜释放瓦姆比尔。他表示，在总统唐纳德·特朗普的指引下，美国国务院确保瓦姆比尔获释。蒂勒森还说国务院会继续讨论朝鲜扣押的另外三名美国人。
之后的报道透露，6月6日在纽约的会面中，朝方官员向美国国务院特别代表尹汝尚（或譯尹茹祥）通报称，判刑后不久，瓦姆比尔接触了食物传播的肉毒杆菌中毒，服用安眠药后陷入昏迷。尹领导代表团飞往平壤，负责监督瓦姆比尔遣返回国的全过程，美国方面同意向朝鲜支付200万美元治疗瓦姆比尔的费用，但该承诺当时未向外公开，也没有立即支付。2018年开始朝美关系趋缓，朝鲜也没有提醒美国支付费用。
入狱17个月獲釋后，昏迷中的瓦姆比尔于2017年6月13日晚抵达辛辛那提，随即被送往辛辛那提大学医疗中心。医生试图判断导致他昏迷的病因和是否有复苏的迹象。他们表示，瓦姆比尔处在“没有反应的苏醒状态”，这种情况一般被称为持续性植物状态。他可以自主呼吸、眨眼睛，但他的状况下没有意识迹象，既不能理解语言，也没有带目的地发出任何动作。
朝鲜提供的医疗记录显示，自2016年4月，也就是瓦姆比尔被定罪后一个月以来，他就一直昏迷。朝方在释放时提供的一张装有2016年4月和7月两次核磁共振成像数据的光盘，表明他的大脑受损。
医疗团队表示，大脑扫描结果显示，瓦姆比尔脑组织大面积受损，与心肺问题一道导致脑组织缺氧。医生并不知道心脏骤停的原因，推测可能是由呼吸停止引起的，而医院的神经功能重症监护专家表示没有肉毒杆菌中毒的证据。不過他们也表示，医生没有从身体上找到明顯虐待或酷刑的证据，扫描瓦姆比尔脖颈和头部结果，表明頭腦外部狀態是正常的。
6月15日，瓦姆比尔父亲举行新闻发布会。会上，有记者问到神经损伤是否由袭击引起，他没有回答，表示会交给医生来推断。他表示，他们完全不相信朝鲜的说明，并对朝鲜对待儿子的态度表示愤慨：“但凡文明的国家都不会隐瞒他的状况，不让他享受一流的医疗服务。”
朝鲜對於此案與遣返，則自称是“谣传”的“最大受害者”，表示他们对他的待遇是“人道的”。发言人补充道：“尽管我们完全没有理由可怜一位敌国的罪犯，但鉴于他的健康状况恶化，我们基于人道主义向他提供医疗护理，直到他回到美国。”

## 去世
2017年6月19日下午2点20分，瓦姆比尔在医院逝世，得年22岁。他的家人发表声明表达悲恸，同时感谢医院工作人员的付出。总统特朗普也发表声明：“对于一对父母来说，没有比失去一位正值人生黄金时期的孩子更让人伤心，我们和奥托的家人、朋友以及所有爱他的人同在，一起祈祷。”
出于对瓦姆比尔家人的敬重，尸检没有进行，只进行了一次尸体外部检查。医生推测，死因可能是血栓、肺炎、败血症或肾功能衰竭。如果瓦姆比尔是因为食用肉毒杆菌瘫痪的话，治療的安眠药可能导致瓦姆比尔停止呼吸。虽然没有找到肉毒杆菌中毒的证据，但考虑到瓦姆比尔回到美国前在朝鲜待的时间很长，也不能排除肉毒杆菌毒素中毒。
他去世后，组织旅行的青年先锋旅行社宣布不再接受美国公民旅行。美方官员指出，国务院在网站上强烈警告美国人不要去朝鲜。2017年7月，据报道美国政府即将禁止美国公民前往朝鲜。
瓦姆比尔的葬礼于6月22日在怀俄明高中举行，2,500多人前往吊唁。他葬于俄亥俄州格伦代尔的橡树山公墓（Oak Hill Cemetery）。学生们沿着高中到公墓的三公里游行路线，给每一棵树和每一根柱子绑上丝带。
2017年8月2日，美国国务院发布旅游警告，宣布自当年9月1日起限制美国公民赴朝鲜旅游，已经身处朝鲜境内的美国公民需在9月1日前离开朝鲜，违反旅游禁令的美国公民在返回美国后可能面临护照被吊销以及最高长达10年的监禁。2022年，在此禁令即将到期前，美国国务院将禁令延长一年至2023年8月31日。2023年8月，美国国务院再次将禁令延长一年至2024年8月31日。
2018年12月24日，美国联邦法院的一位法官判決朝鲜需向瓦姆比尔的家属赔偿5亿多美元。
2019年金川会破局，美朝关系出现反复，朝鲜则重提旧事，要求美国兑现承诺，向朝鲜支付該國醫院治疗瓦姆比尔200万美元的费用。
2022年，奥托·瓦姆比尔的父母向一名脫北者頒發了以他兒子的名字命名的獎學金，以紀念他。

## 影响
2017年10月24日，美国众议院通过一项以瓦姆比尔命名的法案《奥托·瓦姆比尔朝鲜核制裁法案》（英語：Otto Warmbier North Korea Nuclear Sanction Act），加強對朝鲜的制裁，向任何与朝鲜有贸易或投资合作的個人或實體實施制裁。
2017年11月21日，时任美国总统的唐纳德·特朗普在内阁会议前向媒体表示，美国将把朝鲜认定为一个支持恐怖主义的国家。在讲话中他表示，“我们今天在采取这项行动时，心系奥托·瓦姆比尔（Otto Warmbier）这位优秀的青年，以及受到朝鮮镇压的、残酷迫害的数不胜数的其他人士”。
2023年，一名現居南韓的脫北的李姓前北韓人員在和Asian Boss的訪談中表示，瓦姆比尔因不能以朝鮮語而只能以英語與保衛部人員溝通而被虐待，當中包括迫使其承認間諜罪的刑求。他還透露了瓦姆比尔在拘留期間遭到虐待的情況“實際上沒大眾所想的那麼嚴重”，但包括了水刑及毆打，又指保衛省內部稱呼瓦姆比尔為“那個美國間諜”、“一個痞子”和“美國雞”、“混蛋”等蔑視、侮辱性稱呼，而他的認罪是强迫的，甚至用上了暴力來威迫其認罪，當他說自己不是間諜时便會遭到虐打，最終在異常恐懼的情況下被迫“認罪”及在無中生有的情況下被迫承認“是美國中情局派我來做這個任務的”，又認為他昏迷的原因大有可能是營方迫他噤聲而毒害他所致，然後試圖將他如其他在勞動改造營內死去的犯人一樣秘密埋葬在北韓。他認為驗屍報告中無任何毒藥跡象，是可能由於北韓特製的生物武器所致，遭毒害方式可能與金正男的相似。